# BAFA NL Division Two 2018
La BAFA NL Division Two 2018 è la 20ª edizione del campionato di football americano di terzo livello, organizzato dalla BAFA.

## Squadre partecipanti
| Club                         | Città              | Stadio | Sponsor ufficiale | Risultato nella stagione 2017 |
| ---------------------------- | ------------------ | ------ | ----------------- | ----------------------------- |
| Aberdeen Roughnecks          | Aberdeen           |        |                   |                               |
| Birmingham Bulls             | Birmingham         |        |                   |                               |
| Bournemouth Bobcats          | Bournemouth        |        |                   |                               |
| Carlisle Sentinels           | Carlisle           |        |                   |                               |
| Chester Romans               | Chester            |        |                   |                               |
| Clyde Valley Blackhawks      | Wishaw             |        |                   |                               |
| Cornish Sharks               | Newquay            |        |                   |                               |
| Crewe Railroaders            | Crewe              |        |                   |                               |
| Dumfries Hunters             | Dumfries           |        |                   |                               |
| East Essex Sabres            | Rayleigh           |        |                   |                               |
| Essex Spartans               | Grays              |        |                   |                               |
| Furness Phantoms             | Ulverston          |        |                   |                               |
| Halton Spartans              | Widnes             |        |                   |                               |
| Hastings Conquerors          | Hastings           |        |                   |                               |
| Hertfordshire Cheetahs       | St Albans          |        |                   |                               |
| Humber Warhawks              | Kingston upon Hull |        |                   |                               |
| Ipswich Cardinals            | Ipswich            |        |                   |                               |
| Jurassic Coast Raptors       | Dorchester         |        |                   |                               |
| Knottingley Raiders          | Knottingley        |        |                   |                               |
| Lincolnshire Bombers         | North Hykeham      |        |                   |                               |
| London Blitz B               | Londra             |        |                   |                               |
| Maidstone Pumas              | Maidstone          |        |                   |                               |
| Morecambe Bay Storm          | Morecambe          |        |                   |                               |
| Norwich Devils               | Norwich            |        |                   |                               |
| Portsmouth Dreadnoughts      | Portsmouth         |        |                   |                               |
| Somerset Wyverns             | Taunton            |        |                   |                               |
| South Wales Warriors         | Llanharan          |        |                   |                               |
| Staffordshire Surge          | Burton upon Trent  |        |                   |                               |
| Swindon Storm                | Swindon            |        |                   |                               |
| Torbay Trojans               | Paignton           |        |                   |                               |
| West Coast Trojans           | Paisley            |        |                   |                               |
| Worcestershire Black Knights | Evesham            |        |                   |                               |

## Stagione regolare

### Calendario

#### 1ª giornata
| 15 aprile 2018 | Clyde Valley Blackhawks | 13 – 12 | Dumfries Hunters |  |

| 15 aprile 2018 | Morecambe Bay Storm | 14 – 50 | Furness Phantoms |  |

| 15 aprile 2018 | Birmingham Bulls | 43 – 0 | Knottingley Raiders |  |

| 15 aprile 2018 | Staffordshire Surge | 16 – 0 | Lincolnshire Bombers |  |

| 15 aprile 2018 | Worcestershire Black Knights | 32 – 12 | Jurassic Coast Raptors |  |

| 15 aprile 2018 | Somerset Wyverns | 6 – 8 | South Wales Warriors |  |

| 15 aprile 2018 | Bournemouth Bobcats | 0 – 27 | Portsmouth Dreadnoughts |  |

| 15 aprile 2018 | Essex Spartans | 14 – 15 | Ipswich Cardinals |  |

| 15 aprile 2018 | Maidstone Pumas | 6 – 60 | East Essex Sabres |  |

#### 2ª giornata
| 22 aprile 2018 | West Coast Trojans | 14 – 22 | Dumfries Hunters |  |

| 22 aprile 2018 | Aberdeen Roughnecks | 20 – 6 | Clyde Valley Blackhawks |  |

| 22 aprile 2018 | Carlisle Sentinels | 0 – 38 | Halton Spartans |  |

| 22 aprile 2018 | Staffordshire Surge | 53 – 0 | Humber Warhawks |  |

| 22 aprile 2018 | Crewe Railroaders | 6 – 28 | Birmingham Bulls |  |

| 22 aprile 2018 | Cornish Sharks | 0 – 26 | Torbay Trojans |  |

#### 3ª giornata
| 29 aprile 2018 | West Coast Trojans | 0 – 27 | Aberdeen Roughnecks |  |

| 29 aprile 2018 | Dumfries Hunters | 34 – 6 | Clyde Valley Blackhawks |  |

| 29 aprile 2018 | Chester Romans | 30 – 0 | Halton Spartans |  |

| 29 aprile 2018 | Somerset Wyverns | 6 – 34 | Worcestershire Black Knights |  |

| 29 aprile 2018 | Portsmouth Dreadnoughts | 20 – 0 | Swindon Storm |  |

| 29 aprile 2018 | Essex Spartans | 40 – 0 | Maidstone Pumas |  |

| 29 aprile 2018 | London Blitz B | 38 – 20 | Norwich Devils |  |

#### 4ª giornata
| 6 maggio 2018 | Morecambe Bay Storm | 46 – 6 | Carlisle Sentinels |  |

| 6 maggio 2018 | Birmingham Bulls | 22 – 0 | Lincolnshire Bombers |  |

| 6 maggio 2018 | Crewe Railroaders | 21 – 6 | Humber Warhawks |  |

| 6 maggio 2018 | Knottingley Raiders | 8 – 18 | Staffordshire Surge |  |

| 6 maggio 2018 | South Wales Warriors | 50 – 0 | Jurassic Coast Raptors |  |

| 6 maggio 2018 | Hastings Conquerors | 8 – 70 | Hertfordshire Cheetahs |  |

#### 5ª giornata
| 13 maggio 2018 | West Coast Trojans | 12 – 22 | Clyde Valley Blackhawks |  |

| 13 maggio 2018 | Dumfries Hunters | 20 – 26 | Aberdeen Roughnecks |  |

| 13 maggio 2018 | Carlisle Sentinels | 0 – 1 (a tavolino) | Chester Romans |  |

| 13 maggio 2018 | Torbay Trojans | 15 – 7 | Worcestershire Black Knights |  |

| 13 maggio 2018 | Jurassic Coast Raptors | 8 – 42 | Somerset Wyverns |  |

| 13 maggio 2018 | Swindon Storm | 8 – 30 | Hertfordshire Cheetahs |  |

| 13 maggio 2018 | Bournemouth Bobcats | 65 – 8 | Hastings Conquerors |  |

| 13 maggio 2018 | East Essex Sabres | 32 – 33 | Essex Spartans |  |

#### 6ª giornata
| 20 maggio 2018 | Morecambe Bay Storm | 0 – 27 | Halton Spartans |  |

| 20 maggio 2018 | Lincolnshire Bombers | 24 – 28 | Staffordshire Surge |  |

| 20 maggio 2018 | Humber Warhawks | 0 – 12 | Crewe Railroaders |  |

| 20 maggio 2018 | Cornish Sharks | 18 – 28 | Somerset Wyverns |  |

| 20 maggio 2018 | Portsmouth Dreadnoughts | 64 – 0 | Hastings Conquerors |  |

| 20 maggio 2018 | Bournemouth Bobcats | 22 – 8 | Swindon Storm |  |

| 20 maggio 2018 | London Blitz B | 22 – 0 | Essex Spartans |  |

| 20 maggio 2018 | East Essex Sabres | 48 – 54 | Ipswich Cardinals |  |

| 20 maggio 2018 | Norwich Devils | 37 – 0 | Maidstone Pumas |  |

#### 7ª giornata
| 3 giugno 2018 | Chester Romans | 41 – 0 | Carlisle Sentinels |  |

| 3 giugno 2018 | Furness Phantoms | 61 – 22 | Morecambe Bay Storm |  |

| 3 giugno 2018 | Staffordshire Surge | 48 – 7 | Crewe Railroaders |  |

| 3 giugno 2018 | Somerset Wyverns | 16 – 34 | Torbay Trojans |  |

| 3 giugno 2018 | Bournemouth Bobcats | 8 – 24 | Hertfordshire Cheetahs |  |

| 3 giugno 2018 | London Blitz B | 55 – 0 | Ipswich Cardinals |  |

| 3 giugno 2018 | Norwich Devils | 21 – 16 | East Essex Sabres |  |

#### 8ª giornata
| 10 giugno 2018 | Clyde Valley Blackhawks | 14 – 31 | Aberdeen Roughnecks |  |

| 10 giugno 2018 | Chester Romans | 77 – 0 | Morecambe Bay Storm |  |

| 10 giugno 2018 | Halton Spartans | 41 – 7 | Furness Phantoms |  |

| 10 giugno 2018 | Lincolnshire Bombers | 39 – 42 | Birmingham Bulls |  |

| 10 giugno 2018 | Worcestershire Black Knights | 50 – 6 | Cornish Sharks |  |

| 10 giugno 2018 | Jurassic Coast Raptors | 0 – 1 (a tavolino) | Torbay Trojans |  |

| 10 giugno 2018 | Swindon Storm | 2 – 23 | Portsmouth Dreadnoughts |  |

| 10 giugno 2018 | Ipswich Cardinals | 42 – 6 | Maidstone Pumas |  |

#### 9ª giornata
| 17 giugno 2018 | Clyde Valley Blackhawks | 40 – 0 | West Coast Trojans |  |

| 17 giugno 2018 | Halton Spartans | 43 – 0 | Carlisle Sentinels |  |

| 17 giugno 2018 | Birmingham Bulls | 27 – 0 | Crewe Railroaders |  |

| 17 giugno 2018 | Lincolnshire Bombers | 39 – 17 | Knottingley Raiders |  |

| 17 giugno 2018 | Humber Warhawks | 0 – 49 | Staffordshire Surge |  |

| 17 giugno 2018 | Worcestershire Black Knights | 0 – 48 | South Wales Warriors |  |

| 17 giugno 2018 | Hertfordshire Cheetahs | 110 – 0 | Hastings Conquerors |  |

| 17 giugno 2018 | East Essex Sabres | 14 – 26 | Norwich Devils |  |

#### 10ª giornata
| 18 giugno 2018 | Aberdeen Roughnecks | 35 – 14 | Dumfries Hunters |  |

| 18 giugno 2018 | Chester Romans | 46 – 18 | Furness Phantoms |  |

| 18 giugno 2018 | South Wales Warriors | 64 – 0 | Cornish Sharks |  |

| 18 giugno 2018 | Portsmouth Dreadnoughts | 16 – 9 | Bournemouth Bobcats |  |

| 18 giugno 2018 | Hertfordshire Cheetahs | 34 – 0 | Swindon Storm |  |

| 18 giugno 2018 | Maidstone Pumas | 3 – 41 | Ipswich Cardinals |  |

| 18 giugno 2018 | London Blitz B | 58 – 0 | East Essex Sabres |  |

| 18 giugno 2018 | Norwich Devils | 26 – 23 | Essex Spartans |  |

#### 11ª giornata
| 1º luglio 2018 | Halton Spartans | 52 – 18 | Morecambe Bay Storm |  |

| 1º luglio 2018 | Furness Phantoms | 54 – 6 | Carlisle Sentinels |  |

| 1º luglio 2018 | Crewe Railroaders | 29 – 0 | Knottingley Raiders |  |

| 1º luglio 2018 | South Wales Warriors | 48 – 0 | Worcestershire Black Knights |  |

| 1º luglio 2018 | Torbay Trojans | 64 – 0 | Cornish Sharks |  |

| 1º luglio 2018 | Somerset Wyverns | 28 – 7 | Jurassic Coast Raptors |  |

| 1º luglio 2018 | Hastings Conquerors | 0 – 82 | Swindon Storm |  |

| 1º luglio 2018 | Ipswich Cardinals | 10 – 21 | London Blitz B |  |

#### 12ª giornata
| 8 luglio 2018 | Aberdeen Roughnecks | 35 – 0 | West Coast Trojans |  |

| 8 luglio 2018 | Staffordshire Surge | 11 – 15 | Birmingham Bulls |  |

| 8 luglio 2018 | Humber Warhawks | 18 – 8 | Knottingley Raiders |  |

| 8 luglio 2018 | Crewe Railroaders | 7 – 49 | Lincolnshire Bombers |  |

| 8 luglio 2018 | Torbay Trojans | 6 – 14 | South Wales Warriors |  |

| 8 luglio 2018 | Worcestershire Black Knights | 21 – 21 | Somerset Wyverns |  |

| 8 luglio 2018 | Jurassic Coast Raptors | 8 – 14 | Cornish Sharks |  |

| 8 luglio 2018 | Hertfordshire Cheetahs | 42 – 0 | Bournemouth Bobcats |  |

| 8 luglio 2018 | Essex Spartans | 32 – 15 | East Essex Sabres |  |

| 8 luglio 2018 | Maidstone Pumas | 12 – 33 | Norwich Devils |  |

#### 13ª giornata
| 15 luglio 2018 | Clyde Valley Blackhawks | 14 – 33 | Aberdeen Roughnecks |  |

| 15 luglio 2018 | Dumfries Hunters | 1 – 0 (a tavolino) | West Coast Trojans |  |

| 15 luglio 2018 | Knottingley Raiders | 6 – 6 | Humber Warhawks |  |

| 15 luglio 2018 | Halton Spartans | 6 – 6 | Chester Romans |  |

| 15 luglio 2018 | Portsmouth Dreadnoughts | 23 – 12 | Hertfordshire Cheetahs |  |

| 15 luglio 2018 | Swindon Storm | - – - | Hastings Conquerors |  |

| 15 luglio 2018 | Maidstone Pumas | 0 – 50 | London Blitz B |  |

#### 14ª giornata
| 21 luglio 2018 | Furness Phantoms | 0 – 44 | Chester Romans |  |

| 22 luglio 2018 | Dumfries Hunters | 28 – 0 | Clyde Valley Blackhawks |  |

| 22 luglio 2018 | Carlisle Sentinels | 0 – 44 | Morecambe Bay Storm |  |

| 22 luglio 2018 | Humber Warhawks | 0 – 16 | Birmingham Bulls |  |

| 22 luglio 2018 | South Wales Warriors | 42 – 0 | Torbay Trojans |  |

| 22 luglio 2018 | Hastings Conquerors | 0 – 61 | Bournemouth Bobcats |  |

#### 15ª giornata
| 29 luglio 2018 | Aberdeen Roughnecks | 1 – 0 (a tavolino) | West Coast Trojans |  |

| 29 luglio 2018 | Furness Phantoms | 0 – 26 | Halton Spartans |  |

| 29 luglio 2018 | Birmingham Bulls | 8 – 14 | Staffordshire Surge |  |

| 29 luglio 2018 | Lincolnshire Bombers | 40 – 16 | Humber Warhawks |  |

| 29 luglio 2018 | Knottingley Raiders | 6 – 15 | Crewe Railroaders |  |

| 29 luglio 2018 | Cornish Sharks | 26 – 18 | Jurassic Coast Raptors |  |

| 29 luglio 2018 | Torbay Trojans | 16 – 7 | Somerset Wyverns |  |

| 29 luglio 2018 | Hertfordshire Cheetahs | 20 – 0 | Portsmouth Dreadnoughts |  |

| 29 luglio 2018 | East Essex Sabres | 10 – 12 | Maidstone Pumas |  |

| 29 luglio 2018 | Ipswich Cardinals | 21 – 14 | Norwich Devils |  |

| 29 luglio 2018 | Essex Spartans | 0 – 50 | London Blitz B |  |

#### 16ª giornata
| 5 agosto 2018 | West Coast Trojans | 0 – 1 (a tavolino) | Dumfries Hunters |  |

| 5 agosto 2018 | Morecambe Bay Storm | 12 – 30 | Chester Romans |  |

| 5 agosto 2018 | Carlisle Sentinels | 6 – 44 | Furness Phantoms |  |

| 5 agosto 2018 | Knottingley Raiders | 26 – 50 | Lincolnshire Bombers |  |

| 5 agosto 2018 | Jurassic Coast Raptors | 26 – 40 | Worcestershire Black Knights |  |

| 5 agosto 2018 | Cornish Sharks | 0 – 36 | South Wales Warriors |  |

| 5 agosto 2018 | Swindon Storm | 0 – 0 | Bournemouth Bobcats |  |

| 5 agosto 2018 | Hastings Conquerors | 0 – 72 | Portsmouth Dreadnoughts |  |

| 5 agosto 2018 | Ipswich Cardinals | 10 – 7 | Essex Spartans |  |

| 5 agosto 2018 | Norwich Devils | 14 – 64 | London Blitz B |  |

### Classifica
Le classifiche della regular season sono le seguenti.
- PCT = percentuale di vittorie, G = partite giocate, V = partite vinte, P = partite perse, PF = punti fatti, PS = punti subiti

#### NFC 2 North
| Pos. | Squadra                 | PCT   | G | V | N | P | PF  | PS  |
| ---- | ----------------------- | ----- | - | - | - | - | --- | --- |
| 1    | Aberdeen Roughnecks     | 1.000 | 8 | 8 | 0 | 0 | 207 | 68  |
| 2    | Dumfries Hunters        | .625  | 8 | 5 | 0 | 3 | 130 | 94  |
| 3    | Clyde Valley Blackhawks | .375  | 8 | 3 | 0 | 5 | 115 | 171 |
| 4    | West Coast Trojans      | .000  | 8 | 0 | 0 | 8 | 26  | 146 |

#### NFC 2 Central
| Pos. | Squadra             | PCT  | G | V | N | P | PF  | PS  |
| ---- | ------------------- | ---- | - | - | - | - | --- | --- |
| 1    | Chester Romans      | .938 | 8 | 7 | 1 | 0 | 274 | 36  |
| 2    | Halton Spartans     | .813 | 8 | 6 | 1 | 1 | 233 | 61  |
| 3    | Furness Phantoms    | .500 | 8 | 4 | 0 | 4 | 234 | 203 |
| 4    | Morecambe Bay Storm | .250 | 8 | 2 | 0 | 6 | 154 | 303 |
| 5    | Carlisle Sentinels  | .000 | 8 | 0 | 0 | 8 | 18  | 310 |

#### NFC 2 South
| Pos. | Squadra              | PCT  | G | V | N | P | PF  | PS  |
| ---- | -------------------- | ---- | - | - | - | - | --- | --- |
| 1    | Staffordshire Surge  | .938 | 8 | 7 | 0 | 1 | 237 | 62  |
| 2    | Birmingham Bulls     | .938 | 8 | 7 | 0 | 1 | 200 | 70  |
| 3    | Lincolnshire Bombers | .500 | 8 | 4 | 0 | 4 | 241 | 173 |
| 4    | Crewe Railroaders    | .500 | 8 | 4 | 0 | 4 | 97  | 166 |
| 5    | Humber Warhawks      | .188 | 8 | 1 | 1 | 6 | 48  | 205 |
| 6    | Knottingley Raiders  | .063 | 8 | 0 | 1 | 7 | 71  | 218 |

#### SFC 2 West
| Pos. | Squadra                      | PCT   | G | V | N | P | PF  | PS  |
| ---- | ---------------------------- | ----- | - | - | - | - | --- | --- |
| 1    | South Wales Warriors         | 1.000 | 8 | 8 | 0 | 0 | 310 | 12  |
| 2    | Torbay Trojans               | .750  | 8 | 6 | 0 | 2 | 162 | 86  |
| 3    | Worcestershire Black Knights | .563  | 8 | 4 | 1 | 3 | 184 | 180 |
| 4    | Somerset Wyverns             | .438  | 8 | 3 | 1 | 4 | 154 | 146 |
| 5    | Cornish Sharks               | .250  | 8 | 2 | 0 | 6 | 64  | 294 |
| 6    | Jurassic Coast Raptors       | .000  | 8 | 0 | 0 | 8 | 77  | 232 |

#### SFC 2 South
| Pos. | Squadra                 | PCT  | G | V | N | P | PF  | PS  |
| ---- | ----------------------- | ---- | - | - | - | - | --- | --- |
| 1    | Hertfordshire Cheetahs  | .938 | 8 | 7 | 0 | 1 | 342 | 47  |
| 2    | Portsmouth Dreadnoughts | .938 | 8 | 7 | 0 | 1 | 245 | 43  |
| 3    | Bournemouth Bobcats     | .438 | 8 | 3 | 1 | 4 | 165 | 125 |
| 4    | Swindon Storm           | .214 | 7 | 1 | 1 | 5 | 100 | 129 |
| 5    | Hastings Conquerors     | .000 | 7 | 0 | 0 | 7 | 16  | 452 |

#### SFC 2 East
| Pos. | Squadra           | PCT   | G | V | N | P | PF  | PS  |
| ---- | ----------------- | ----- | - | - | - | - | --- | --- |
| 1    | London Blitz B    | 1.000 | 8 | 8 | 0 | 0 | 358 | 44  |
| 2    | Ipswich Cardinals | .750  | 8 | 6 | 0 | 2 | 193 | 168 |
| 3    | Norwich Devils    | .625  | 8 | 5 | 0 | 3 | 181 | 188 |
| 4    | Essex Spartans    | .375  | 8 | 3 | 0 | 5 | 149 | 170 |
| 5    | East Essex Sabres | .125  | 8 | 1 | 0 | 7 | 195 | 242 |
| 6    | Maidstone Pumas   | .125  | 8 | 1 | 0 | 7 | 39  | 313 |

## Playoff e playout

### Tabellone
|  | Quarti di finale     | Quarti di finale     | Quarti di finale    |                     |                           | Semifinali                | Semifinali | Semifinali |  |  | Finale Northern Conference | Finale Northern Conference | Finale Northern Conference |  |
|  |                      |                      |                     |                     |                           |                           |            |            |  |  |                            |                            |                            |  |
|  | Aberdeen Roughnecks  | Aberdeen Roughnecks  | 61                  |                     |                           |                           |            |            |  |  |                            |                            |                            |  |
|  | Aberdeen Roughnecks  | Aberdeen Roughnecks  | 61                  |                     |                           |                           |            |            |  |  |                            |                            |                            |  |
|  | Furness Phantoms     | Furness Phantoms     | 0                   |                     |                           |                           |            |            |  |  |                            |                            |                            |  |
|  | Furness Phantoms     | Furness Phantoms     | 0                   |                     | Aberdeen Roughnecks       | Aberdeen Roughnecks       | 16         |            |  |  |                            |                            |                            |  |
|  |                      |                      |                     |                     | Aberdeen Roughnecks       | Aberdeen Roughnecks       | 16         |            |  |  |                            |                            |                            |  |
|  |                      |                      | Birmingham Bulls    | Birmingham Bulls    | 14                        |                           |            |            |  |  |                            |                            |                            |  |
|  | Birmingham Bulls     | Birmingham Bulls     | Birmingham Bulls    | Birmingham Bulls    | 14                        | 16                        |            |            |  |  |                            |                            |                            |  |
|  | Birmingham Bulls     | Birmingham Bulls     |                     |                     |                           |                           |            |            |  |  |                            |                            |                            |  |
|  | Halton Spartans      | Halton Spartans      | 6                   |                     |                           |                           |            |            |  |  |                            |                            |                            |  |
|  | Halton Spartans      | Halton Spartans      | 6                   |                     | Aberdeen Roughnecks (dts) | Aberdeen Roughnecks (dts) | 13         |            |  |  |                            |                            |                            |  |
|  |                      |                      |                     |                     |                           |                           |            |            |  |  |                            |                            |                            |  |
|  |                      |                      | Chester Romans      | Chester Romans      | 6                         |                           |            |            |  |  |                            |                            |                            |  |
|  | Chester Romans       | Chester Romans       | Chester Romans      | Chester Romans      | 6                         | 47                        |            |            |  |  |                            |                            |                            |  |
|  | Chester Romans       | Chester Romans       |                     |                     |                           |                           |            |            |  |  |                            |                            |                            |  |
|  | Lincolnshire Bombers | Lincolnshire Bombers | 6                   |                     |                           |                           |            |            |  |  |                            |                            |                            |  |
|  | Lincolnshire Bombers | Lincolnshire Bombers | 6                   |                     | Chester Romans            | Chester Romans            | 37         |            |  |  |                            |                            |                            |  |
|  |                      |                      |                     |                     | Chester Romans            | Chester Romans            | 37         |            |  |  |                            |                            |                            |  |
|  |                      |                      | Staffordshire Surge | Staffordshire Surge | 14                        |                           |            |            |  |  |                            |                            |                            |  |
|  | Staffordshire Surge  | Staffordshire Surge  | Staffordshire Surge | Staffordshire Surge | 14                        | 12                        |            |            |  |  |                            |                            |                            |  |
|  | Staffordshire Surge  | Staffordshire Surge  |                     |                     |                           |                           |            |            |  |  |                            |                            |                            |  |
|  | Dumfries Hunters     | Dumfries Hunters     | 7                   |                     |                           |                           |            |            |  |  |                            |                            |                            |  |

|  | Quarti di finale             | Quarti di finale             | Quarti di finale        |                         |                        | Semifinali             | Semifinali | Semifinali |  |  | Finale Southern Conference | Finale Southern Conference | Finale Southern Conference |  |
|  |                              |                              |                         |                         |                        |                        |            |            |  |  |                            |                            |                            |  |
|  | London Blitz B               | London Blitz B               | 50                      |                         |                        |                        |            |            |  |  |                            |                            |                            |  |
|  | London Blitz B               | London Blitz B               | 50                      |                         |                        |                        |            |            |  |  |                            |                            |                            |  |
|  | Norwich Devils               | Norwich Devils               | 0                       |                         |                        |                        |            |            |  |  |                            |                            |                            |  |
|  | Norwich Devils               | Norwich Devils               | 0                       |                         | London Blitz B         | London Blitz B         | 32         |            |  |  |                            |                            |                            |  |
|  |                              |                              |                         |                         | London Blitz B         | London Blitz B         | 32         |            |  |  |                            |                            |                            |  |
|  |                              |                              | Hertfordshire Cheetahs  | Hertfordshire Cheetahs  | 44                     |                        |            |            |  |  |                            |                            |                            |  |
|  | Hertfordshire Cheetahs       | Hertfordshire Cheetahs       | Hertfordshire Cheetahs  | Hertfordshire Cheetahs  | 44                     | 44                     |            |            |  |  |                            |                            |                            |  |
|  | Hertfordshire Cheetahs       | Hertfordshire Cheetahs       |                         |                         |                        |                        |            |            |  |  |                            |                            |                            |  |
|  | Ipswich Cardinals            | Ipswich Cardinals            | 14                      |                         |                        |                        |            |            |  |  |                            |                            |                            |  |
|  | Ipswich Cardinals            | Ipswich Cardinals            | 14                      |                         | Hertfordshire Cheetahs | Hertfordshire Cheetahs | 24         |            |  |  |                            |                            |                            |  |
|  |                              |                              |                         |                         |                        |                        |            |            |  |  |                            |                            |                            |  |
|  |                              |                              | Portsmouth Dreadnoughts | Portsmouth Dreadnoughts | 7                      |                        |            |            |  |  |                            |                            |                            |  |
|  | South Wales Warriors (tav.)  | South Wales Warriors (tav.)  | Portsmouth Dreadnoughts | Portsmouth Dreadnoughts | 7                      | 1                      |            |            |  |  |                            |                            |                            |  |
|  | South Wales Warriors (tav.)  | South Wales Warriors (tav.)  |                         |                         |                        |                        |            |            |  |  |                            |                            |                            |  |
|  | Worcestershire Black Knights | Worcestershire Black Knights | 0                       |                         |                        |                        |            |            |  |  |                            |                            |                            |  |
|  | Worcestershire Black Knights | Worcestershire Black Knights | 0                       |                         | South Wales Warriors   | South Wales Warriors   | 12         |            |  |  |                            |                            |                            |  |
|  |                              |                              |                         |                         | South Wales Warriors   | South Wales Warriors   | 12         |            |  |  |                            |                            |                            |  |
|  |                              |                              | Portsmouth Dreadnoughts | Portsmouth Dreadnoughts | 37                     |                        |            |            |  |  |                            |                            |                            |  |
|  | Portsmouth Dreadnoughts      | Portsmouth Dreadnoughts      | Portsmouth Dreadnoughts | Portsmouth Dreadnoughts | 37                     | 55                     |            |            |  |  |                            |                            |                            |  |
|  | Portsmouth Dreadnoughts      | Portsmouth Dreadnoughts      |                         |                         |                        |                        |            |            |  |  |                            |                            |                            |  |
|  | Torbay Trojans               | Torbay Trojans               | 0                       |                         |                        |                        |            |            |  |  |                            |                            |                            |  |

### Quarti di finale
| 12 agosto 2018 | Aberdeen Roughnecks | 61 – 0 | Furness Phantoms |  |

| 12 agosto 2018 | Chester Romans | 47 – 6 | Lincolnshire Bombers |  |

| 12 agosto 2018 | Staffordshire Surge | 12 – 7 | Dumfries Hunters |  |

| 12 agosto 2018 | Birmingham Bulls | 16 – 6 | Halton Spartans |  |

| 12 agosto 2018 | South Wales Warriors | 1 – 0 (a tavolino) | Worcestershire Black Knights |  |

| 12 agosto 2018 | London Blitz B | 50 – 0 | Norwich Devils |  |

| 12 agosto 2018 | Hertfordshire Cheetahs | 44 – 14 | Ipswich Cardinals |  |

| 12 agosto 2018 | Portsmouth Dreadnoughts | 55 – 0 | Torbay Trojans |  |

### Semifinali
| 19 agosto 2018 | Aberdeen Roughnecks | 16 – 14 | Birmingham Bulls |  |

| 19 agosto 2018 | Chester Romans | 37 – 14 | Staffordshire Surge |  |

| 19 agosto 2018 | South Wales Warriors | 12 – 37 | Portsmouth Dreadnoughts |  |

| 19 agosto 2018 | London Blitz B | 32 – 44 | Hertfordshire Cheetahs |  |

### Finali

#### Northern Conference
| 1º settembre 2018 | Aberdeen Roughnecks | 13 – 6 (d.t.s.) | Chester Romans |  |

#### Southern Conference
| 2 settembre 2018 | Hertfordshire Cheetahs | 24 – 7 | Portsmouth Dreadnoughts |  |

## Verdetti
- Aberdeen Roughnecks e  Hertfordshire Cheetahs Vincitori della BAFA NL Division Two 2018